# هوغو تيتروده
كان هوغو مارتن تيتروده (7 مارس 1895، في أمستردام - 18 يناير 1931، في أمستلفين) فيزيائيًا نظريًا هولنديًا ساهم في الفيزياء الإحصائية، ونظرية الكم الأولى، وميكانيكا الكم.
في عام 1912، طور تيتروده معادلة ساكور-تيتروده، وهي تعبير في ميكانيكا الكم عن إنتروبيا الغاز المثالي. اشتق أوتو ساكور هذه المعادلة بشكل مستقل في نفس الوقت تقريبًا. ثابت ساكور-تيتروده S0/R، هو ثابت فيزيائي أساسي يمثل مساهمة تحويلية إلى إنتروبيا غاز مثالي عند درجة حرارة 1 كلفن وضغط 100 كيلو باسكال، حيث R هو ثابت الغاز.